# رباب حسين
 مواليد27 ابريل  1971م 53 سنه
رباب حسين هي ممثلة إذاعية ومؤلفة ومخرجة مصرية، وهي زوجة المخرج المصري الكبير أحمد توفيق، ساهمت في إخراج العديد من الأعمال التلفزيونية من أبرزها مسلسل الليل وآخره مع الممثل يحيى الفخراني، ومسلسل حضرة المتهم أبي مع الممثل نور الشريف، كما كانت مخرج منفذ مع زوجها في مسلسل لن أعيش في جلباب أبي.

## أعمالها

### في الإخراج

#### مسلسلات
- بالحب هنعدي 2019
- قضية معالي الوزيرة 2012
- ماما في القسم 2010
- قاتل بلا أجر 2009
- حق مشروع 2007
- حضرة المتهم أبي 2006
- يا ورد مين يشتريك 2004
- الليل وآخره 2003
- حرس سلاح 2002
- الحسن البصري 2000
- ألف ليلة وليلة: ذات المال 1999
- قضبان من الوهم 1998
- رد قلبي 1998 (مخرج منفذ)
- ألف ليلة وليلة: ذات الخال 1998
- المجهول 1998
- هارون الرشيد 1997 (مخرج منفذ)
- لن أعيش في جلباب أبي 1996 (مخرج منفذ)
- عمر بن عبدالعزيز 1994 (مخرج منفذ)
- ساعة ولد الهدى 1992 (مخرج منفذ)
- الإسلام والإنسان 1988 (مخرج منفذ)
- رسول الإنسانية 1985 (مخرج منفذ)
- الشاهد الوحيد 1984 (مخرج منفذ)
- محمد رسول الله (ج4) (مخرج منفذ)
- وجاء الإسلام بالسلام (مخرج منفذ)
- الأمانة
- أشبال أبطال
- الإسلام حضارة (مخرج منفذ)
- عندما تضحك الأوتار
- الوصي
- وكان سرابا (مخرج منفذ)

#### مسرحيات
- الأميرة والصعلوك 2005 (مخرج تلفزيوني)
- كاليجولا 1992 (مخرج تلفزيوني)
- سيدتي الجميلة 1969 (مساعد مخرج تلفزيوني)
- الدخان (مخرج تلفزيوني)

### التأليف
- ولا يزال الحب مستمرا 1992 (مسلسل)
- عم حمزة 1981 (مسلسل)
- الثمن (مسلسل)
- حتى تعودي (سهرة تليفزيونية)